# Lila Brik

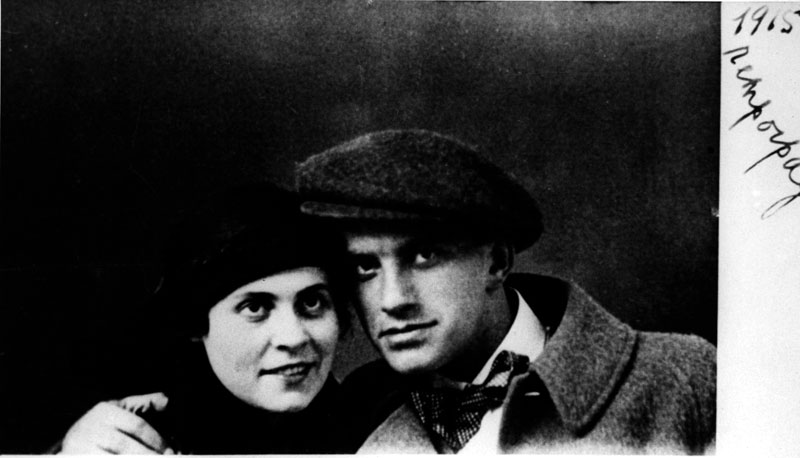
Z Władimirem Majakowskim

Lila Brik (Lilia Juriewna Brik, ros. Лиля Юрьевна Брик, ur. 30 października?/11 listopada 1891 w Moskwie, zm. 4 sierpnia 1978 w Pieriediełkinie) – radziecka rzeźbiarka, reżyserka filmowa, towarzyszka życia Władimira Majakowskiego.
Urodziła się jako Lilia Kagan w zamożnej rodzinie żydowskiej. Jej ojciec był adwokatem, matka nauczycielką muzyki. Już w dzieciństwie mówiła nie tylko po rosyjsku i jidysz, ale też po niemiecku i francusku.
Studiowała w moskiewskim Instytucie Architektury. Jej siostra Elza Kagan, późniejsza Elsa Triolet, została żoną francuskiego poety Louisa Aragona. Obie siostry wcześnie weszły w krąg awangardy artystycznej, były portretowane przez Dawida Burluka, Aleksandra Rodczenkę, Fernanda Légera, Henri Matisse’a i Marca Chagalla.
26 lutego 1912 Lila poślubiła poetę i krytyka literackiego Osipa Maksimowicza Brika i zamieszkała z nim na Lewaszowie, przedmieściu Sankt Petersburga. Tam w lipcu 1915 poznała 21-letniego Władimira Majakowskiego. Przyjaźń szybko przekształciła się w stosunek intymny przy aprobacie jej męża, Osipa. Począwszy od tomu wierszy Obłok w spodniach (ros. Облако в штанах) Majakowski dedykował jej wiele utworów.
Po rewolucji październikowej Brikowie powrócili do Moskwy. Ich mieszkanie stało się miejscem spotkań awangardy lat dwudziestych.
W latach 1922–1928 wydawała Lila Brik wspólnie z Majakowskim czasopismo „LEF” (Lewyj Front Iskusstw) propagujące konstruktywizm i dadaizm.
W lutym 1930 rozwiodła się z mężem. W kwietniu 1930 podczas pobytu w Berlinie dowiedziała się o samobójstwie Majakowskiego. W listopadzie tegoż wyszła za mąż za generała armii radzieckiej Witalija Primakowa, który w 1937 był sądzony razem z M. Tuchaczewskim i padł ofiarą terroru.
Lila Brik odważyła się napisać w 1935 list do Stalina w sprawie zaniedbania spuścizny literackiej Majakowskiego. Nieoczekiwanie Stalin przychylił się do prośby i nakazał wydanie wszystkich dzieł poety.
W 1938 poślubiła pisarza i krytyka literackiego Wasilija Abgarowicza Kataniana. Jej mieszkanie stało się znowu miejscem spotkań młodych twórców kultury, a ona była promotorką Andrieja Wozniesienskiego i Siergieja Paradżanowa.
Lila Brik zachorowała na nieuleczalną chorobę i popełniła samobójstwo, przedawkowując tabletki nasenne w 1978.